# Ducado de San Ricardo
El ducado de San Ricardo fue un título que ostentó don Ricardo María de Arredondo, único hijo del infante español don Francisco de Paula de Borbón y su segunda esposa, doña Teresa de Arredondo y Ramírez de Arellano. 
El ducado fue concedido, por Real Decreto, por la reina Isabel II de España a su joven cuñado el 22 de marzo de 1864. El título iba parejo de la Grandeza de España. Dicha concesión le otorgaba al joven don Ricardo cierto estatus dentro de la corte puesto que no podía llevar el apellido Borbón debido a la Pragmática Sanción de 1776 de Carlos III, ni podría ser titulado infante de España, a pesar de que doña Isabel había consentido al matrimonio de sus padres.
Al fallecer don Ricardo el 28 de enero de 1873 en París, con solo 23 años de edad, sin haber contraído matrimonio ni dejar sucesor, el título revirtió a la corona, como quedó patente por la supresión del mismo por Real Orden el 19 de noviembre de 1883, durante el reinado de Alfonso XII de España.
El ducado de San Ricardo permaneció en el olvido, pero no fue hasta los años setenta del siglo XX que varios descendientes de Carlos IV de España se empezaron a interesar por el desaparecido título. Entre los interesados estaban el príncipe Nicolás de Rumania, don Francisco Enrique de Borbón y Borbón, su hijo don Alfonso de Borbón y Escasany, doña Patricia Bertrán de Lis y Pidal y hasta la nieta del general Francisco Franco, doña María del Carmen Martínez-Bordiú y Franco en nombre de su propio hijo don Luis Alfonso de Borbón, todos los cuales carecían de un título nobiliario cuando solicitaron el codiciado ducado de San Ricardo.

## Árbol genealógico
| Duques de San Ricardo   |
| ----------------------- |
| Titulares Pretendientes |

|  |  |  |  |                                                                             |                                                                             |                                                                             |                                                                             |                                                                             |                                                                             |  |  |  |  | Carlos IV de España (1748-1819)    |                                    |                                    |                                    |                                    |                                    |                                                                    |                                                                    |                                                                    |                                                                    |                                                                    |                                                                    |                                                        |                                                        |                                                        |                                                        |                                                        |                                                        |  |  |                                                                            |                                                                            |                                                                            |                                                                            |                                                                            |                                                                            |  |  |                                                                      |                                                                      |                                                                      |                                                                      |                                                                      |                                                                      |  |  |                                                                |                                                                |                                                                |                                                                |                                                                |                                                                |  |  |  |  |  |  |  |  |  |  |  |  |  |  |  |  |  |  |  |  |  |  |
|  |  |  |  |                                                                             |                                                                             |                                                                             |                                                                             |                                                                             |                                                                             |  |  |  |  |                                    |                                    |                                    |                                    |                                    |                                    |                                                                    |                                                                    |                                                                    |                                                                    |                                                                    |                                                                    |                                                        |                                                        |                                                        |                                                        |                                                        |                                                        |  |  |                                                                            |                                                                            |                                                                            |                                                                            |                                                                            |                                                                            |  |  |                                                                      |                                                                      |                                                                      |                                                                      |                                                                      |                                                                      |  |  |                                                                |                                                                |                                                                |                                                                |                                                                |                                                                |  |  |  |  |  |  |  |  |  |  |  |  |  |  |  |  |  |  |  |  |  |  |
|  |  |  |  |                                                                             |                                                                             |                                                                             |                                                                             |                                                                             |                                                                             |  |  |  |  |                                    |                                    |                                    |                                    |                                    |                                    |                                                                    |                                                                    |                                                                    |                                                                    |                                                                    |                                                                    |                                                        |                                                        |                                                        |                                                        |                                                        |                                                        |  |  |                                                                            |                                                                            |                                                                            |                                                                            |                                                                            |                                                                            |  |  |                                                                      |                                                                      |                                                                      |                                                                      |                                                                      |                                                                      |  |  |                                                                |                                                                |                                                                |                                                                |                                                                |                                                                |  |  |  |  |  |  |  |  |  |  |  |  |  |  |  |  |  |  |  |  |  |  |
|  |  |  |  | Carlota Joaquina de Borbón, reina de Portugal (1775-1830)                   | Carlota Joaquina de Borbón, reina de Portugal (1775-1830)                   | Carlota Joaquina de Borbón, reina de Portugal (1775-1830)                   | Carlota Joaquina de Borbón, reina de Portugal (1775-1830)                   | Carlota Joaquina de Borbón, reina de Portugal (1775-1830)                   | Carlota Joaquina de Borbón, reina de Portugal (1775-1830)                   |  |  |  |  | Fernando VII de España (1748-1833) | Fernando VII de España (1748-1833) | Fernando VII de España (1748-1833) | Fernando VII de España (1748-1833) | Fernando VII de España (1748-1833) | Fernando VII de España (1748-1833) |                                                                    |                                                                    |                                                                    |                                                                    |                                                                    |                                                                    |                                                        |                                                        |                                                        |                                                        |                                                        |                                                        |  |  | Francisco de Paula de Borbón, infante de España (1794-1865)                | Francisco de Paula de Borbón, infante de España (1794-1865)                | Francisco de Paula de Borbón, infante de España (1794-1865)                | Francisco de Paula de Borbón, infante de España (1794-1865)                | Francisco de Paula de Borbón, infante de España (1794-1865)                | Francisco de Paula de Borbón, infante de España (1794-1865)                |  |  |                                                                      |                                                                      |                                                                      |                                                                      |                                                                      |                                                                      |  |  |                                                                |                                                                |                                                                |                                                                |                                                                |                                                                |  |  |  |  |  |  |  |  |  |  |  |  |  |  |  |  |  |  |  |  |  |  |
|  |  |  |  | Carlota Joaquina de Borbón, reina de Portugal (1775-1830)                   | Carlota Joaquina de Borbón, reina de Portugal (1775-1830)                   | Carlota Joaquina de Borbón, reina de Portugal (1775-1830)                   | Carlota Joaquina de Borbón, reina de Portugal (1775-1830)                   | Carlota Joaquina de Borbón, reina de Portugal (1775-1830)                   | Carlota Joaquina de Borbón, reina de Portugal (1775-1830)                   |  |  |  |  | Fernando VII de España (1748-1833) | Fernando VII de España (1748-1833) | Fernando VII de España (1748-1833) | Fernando VII de España (1748-1833) | Fernando VII de España (1748-1833) | Fernando VII de España (1748-1833) |                                                                    |                                                                    |                                                                    |                                                                    |                                                                    |                                                                    |                                                        |                                                        |                                                        |                                                        |                                                        |                                                        |  |  | Francisco de Paula de Borbón, infante de España (1794-1865)                | Francisco de Paula de Borbón, infante de España (1794-1865)                | Francisco de Paula de Borbón, infante de España (1794-1865)                | Francisco de Paula de Borbón, infante de España (1794-1865)                | Francisco de Paula de Borbón, infante de España (1794-1865)                | Francisco de Paula de Borbón, infante de España (1794-1865)                |  |  |                                                                      |                                                                      |                                                                      |                                                                      |                                                                      |                                                                      |  |  |                                                                |                                                                |                                                                |                                                                |                                                                |                                                                |  |  |  |  |  |  |  |  |  |  |  |  |  |  |  |  |  |  |  |  |  |  |
|  |  |  |  |                                                                             |                                                                             |                                                                             |                                                                             |                                                                             |                                                                             |  |  |  |  |                                    |                                    |                                    |                                    |                                    |                                    |                                                                    |                                                                    |                                                                    |                                                                    |                                                                    |                                                                    |                                                        |                                                        |                                                        |                                                        |                                                        |                                                        |  |  |                                                                            |                                                                            |                                                                            |                                                                            |                                                                            |                                                                            |  |  |                                                                      |                                                                      |                                                                      |                                                                      |                                                                      |                                                                      |  |  |                                                                |                                                                |                                                                |                                                                |                                                                |                                                                |  |  |  |  |  |  |  |  |  |  |  |  |  |  |  |  |  |  |  |  |  |  |
|  |  |  |  | Pedro I de Brasil y IV de Portugal (1787-1834)                              | Pedro I de Brasil y IV de Portugal (1787-1834)                              | Pedro I de Brasil y IV de Portugal (1787-1834)                              | Pedro I de Brasil y IV de Portugal (1787-1834)                              | Pedro I de Brasil y IV de Portugal (1787-1834)                              | Pedro I de Brasil y IV de Portugal (1787-1834)                              |  |  |  |  | Isabel II de España (1830-1904)    | Isabel II de España (1830-1904)    | Isabel II de España (1830-1904)    | Isabel II de España (1830-1904)    | Isabel II de España (1830-1904)    | Isabel II de España (1830-1904)    |                                                                    |                                                                    |                                                                    |                                                                    |                                                                    |                                                                    | Francisco de Asís de Borbón, rey de España (1822-1902) | Francisco de Asís de Borbón, rey de España (1822-1902) | Francisco de Asís de Borbón, rey de España (1822-1902) | Francisco de Asís de Borbón, rey de España (1822-1902) | Francisco de Asís de Borbón, rey de España (1822-1902) | Francisco de Asís de Borbón, rey de España (1822-1902) |  |  | Isabel Fernanda de Borbón, infanta de España, condesa Gurowska (1821-1897) | Isabel Fernanda de Borbón, infanta de España, condesa Gurowska (1821-1897) | Isabel Fernanda de Borbón, infanta de España, condesa Gurowska (1821-1897) | Isabel Fernanda de Borbón, infanta de España, condesa Gurowska (1821-1897) | Isabel Fernanda de Borbón, infanta de España, condesa Gurowska (1821-1897) | Isabel Fernanda de Borbón, infanta de España, condesa Gurowska (1821-1897) |  |  | Enrique de Borbón, infante de España, i duque de Sevilla (1823-1870) | Enrique de Borbón, infante de España, i duque de Sevilla (1823-1870) | Enrique de Borbón, infante de España, i duque de Sevilla (1823-1870) | Enrique de Borbón, infante de España, i duque de Sevilla (1823-1870) | Enrique de Borbón, infante de España, i duque de Sevilla (1823-1870) | Enrique de Borbón, infante de España, i duque de Sevilla (1823-1870) |  |  | Ricardo María de Arredondo, i duque de San Ricardo (1852-1873) | Ricardo María de Arredondo, i duque de San Ricardo (1852-1873) | Ricardo María de Arredondo, i duque de San Ricardo (1852-1873) | Ricardo María de Arredondo, i duque de San Ricardo (1852-1873) | Ricardo María de Arredondo, i duque de San Ricardo (1852-1873) | Ricardo María de Arredondo, i duque de San Ricardo (1852-1873) |  |  |  |  |  |  |  |  |  |  |  |  |  |  |  |  |  |  |  |  |  |  |
|  |  |  |  | Pedro I de Brasil y IV de Portugal (1787-1834)                              | Pedro I de Brasil y IV de Portugal (1787-1834)                              | Pedro I de Brasil y IV de Portugal (1787-1834)                              | Pedro I de Brasil y IV de Portugal (1787-1834)                              | Pedro I de Brasil y IV de Portugal (1787-1834)                              | Pedro I de Brasil y IV de Portugal (1787-1834)                              |  |  |  |  | Isabel II de España (1830-1904)    | Isabel II de España (1830-1904)    | Isabel II de España (1830-1904)    | Isabel II de España (1830-1904)    | Isabel II de España (1830-1904)    | Isabel II de España (1830-1904)    |                                                                    |                                                                    |                                                                    |                                                                    |                                                                    |                                                                    | Francisco de Asís de Borbón, rey de España (1822-1902) | Francisco de Asís de Borbón, rey de España (1822-1902) | Francisco de Asís de Borbón, rey de España (1822-1902) | Francisco de Asís de Borbón, rey de España (1822-1902) | Francisco de Asís de Borbón, rey de España (1822-1902) | Francisco de Asís de Borbón, rey de España (1822-1902) |  |  | Isabel Fernanda de Borbón, infanta de España, condesa Gurowska (1821-1897) | Isabel Fernanda de Borbón, infanta de España, condesa Gurowska (1821-1897) | Isabel Fernanda de Borbón, infanta de España, condesa Gurowska (1821-1897) | Isabel Fernanda de Borbón, infanta de España, condesa Gurowska (1821-1897) | Isabel Fernanda de Borbón, infanta de España, condesa Gurowska (1821-1897) | Isabel Fernanda de Borbón, infanta de España, condesa Gurowska (1821-1897) |  |  | Enrique de Borbón, infante de España, i duque de Sevilla (1823-1870) | Enrique de Borbón, infante de España, i duque de Sevilla (1823-1870) | Enrique de Borbón, infante de España, i duque de Sevilla (1823-1870) | Enrique de Borbón, infante de España, i duque de Sevilla (1823-1870) | Enrique de Borbón, infante de España, i duque de Sevilla (1823-1870) | Enrique de Borbón, infante de España, i duque de Sevilla (1823-1870) |  |  | Ricardo María de Arredondo, i duque de San Ricardo (1852-1873) | Ricardo María de Arredondo, i duque de San Ricardo (1852-1873) | Ricardo María de Arredondo, i duque de San Ricardo (1852-1873) | Ricardo María de Arredondo, i duque de San Ricardo (1852-1873) | Ricardo María de Arredondo, i duque de San Ricardo (1852-1873) | Ricardo María de Arredondo, i duque de San Ricardo (1852-1873) |  |  |  |  |  |  |  |  |  |  |  |  |  |  |  |  |  |  |  |  |  |  |
|  |  |  |  |                                                                             |                                                                             |                                                                             |                                                                             |                                                                             |                                                                             |  |  |  |  |                                    |                                    |                                    |                                    |                                    |                                    |                                                                    |                                                                    |                                                                    |                                                                    |                                                                    |                                                                    |                                                        |                                                        |                                                        |                                                        |                                                        |                                                        |  |  |                                                                            |                                                                            |                                                                            |                                                                            |                                                                            |                                                                            |  |  |                                                                      |                                                                      |                                                                      |                                                                      |                                                                      |                                                                      |  |  |                                                                |                                                                |                                                                |                                                                |                                                                |                                                                |  |  |  |  |  |  |  |  |  |  |  |  |  |  |  |  |  |  |  |  |  |  |
|  |  |  |  | María II de Portugal (1819-1853)                                            | María II de Portugal (1819-1853)                                            | María II de Portugal (1819-1853)                                            | María II de Portugal (1819-1853)                                            | María II de Portugal (1819-1853)                                            | María II de Portugal (1819-1853)                                            |  |  |  |  |                                    |                                    |                                    |                                    |                                    |                                    | Alfonso XII de España (1857-1885)                                  | Alfonso XII de España (1857-1885)                                  | Alfonso XII de España (1857-1885)                                  | Alfonso XII de España (1857-1885)                                  | Alfonso XII de España (1857-1885)                                  | Alfonso XII de España (1857-1885)                                  |                                                        |                                                        |                                                        |                                                        |                                                        |                                                        |  |  | Condesa María Luisa Gurowska (1842-1877)                                   | Condesa María Luisa Gurowska (1842-1877)                                   | Condesa María Luisa Gurowska (1842-1877)                                   | Condesa María Luisa Gurowska (1842-1877)                                   | Condesa María Luisa Gurowska (1842-1877)                                   | Condesa María Luisa Gurowska (1842-1877)                                   |  |  | Enrique Pío de Borbón, ii duque de Sevilla (1848-1894)               | Enrique Pío de Borbón, ii duque de Sevilla (1848-1894)               | Enrique Pío de Borbón, ii duque de Sevilla (1848-1894)               | Enrique Pío de Borbón, ii duque de Sevilla (1848-1894)               | Enrique Pío de Borbón, ii duque de Sevilla (1848-1894)               | Enrique Pío de Borbón, ii duque de Sevilla (1848-1894)               |  |  |                                                                |                                                                |                                                                |                                                                |                                                                |                                                                |  |  |  |  |  |  |  |  |  |  |  |  |  |  |  |  |  |  |  |  |  |  |
|  |  |  |  | María II de Portugal (1819-1853)                                            | María II de Portugal (1819-1853)                                            | María II de Portugal (1819-1853)                                            | María II de Portugal (1819-1853)                                            | María II de Portugal (1819-1853)                                            | María II de Portugal (1819-1853)                                            |  |  |  |  |                                    |                                    |                                    |                                    |                                    |                                    | Alfonso XII de España (1857-1885)                                  | Alfonso XII de España (1857-1885)                                  | Alfonso XII de España (1857-1885)                                  | Alfonso XII de España (1857-1885)                                  | Alfonso XII de España (1857-1885)                                  | Alfonso XII de España (1857-1885)                                  |                                                        |                                                        |                                                        |                                                        |                                                        |                                                        |  |  | Condesa María Luisa Gurowska (1842-1877)                                   | Condesa María Luisa Gurowska (1842-1877)                                   | Condesa María Luisa Gurowska (1842-1877)                                   | Condesa María Luisa Gurowska (1842-1877)                                   | Condesa María Luisa Gurowska (1842-1877)                                   | Condesa María Luisa Gurowska (1842-1877)                                   |  |  | Enrique Pío de Borbón, ii duque de Sevilla (1848-1894)               | Enrique Pío de Borbón, ii duque de Sevilla (1848-1894)               | Enrique Pío de Borbón, ii duque de Sevilla (1848-1894)               | Enrique Pío de Borbón, ii duque de Sevilla (1848-1894)               | Enrique Pío de Borbón, ii duque de Sevilla (1848-1894)               | Enrique Pío de Borbón, ii duque de Sevilla (1848-1894)               |  |  |                                                                |                                                                |                                                                |                                                                |                                                                |                                                                |  |  |  |  |  |  |  |  |  |  |  |  |  |  |  |  |  |  |  |  |  |  |
|  |  |  |  | María Antonia de Braganza, princesa de Hohenzollern-Sigmaringen (1845-1913) | María Antonia de Braganza, princesa de Hohenzollern-Sigmaringen (1845-1913) | María Antonia de Braganza, princesa de Hohenzollern-Sigmaringen (1845-1913) | María Antonia de Braganza, princesa de Hohenzollern-Sigmaringen (1845-1913) | María Antonia de Braganza, princesa de Hohenzollern-Sigmaringen (1845-1913) | María Antonia de Braganza, princesa de Hohenzollern-Sigmaringen (1845-1913) |  |  |  |  |                                    |                                    |                                    |                                    |                                    |                                    | Alfonso XIII de España (1886-1941)                                 | Alfonso XIII de España (1886-1941)                                 | Alfonso XIII de España (1886-1941)                                 | Alfonso XIII de España (1886-1941)                                 | Alfonso XIII de España (1886-1941)                                 | Alfonso XIII de España (1886-1941)                                 |                                                        |                                                        |                                                        |                                                        |                                                        |                                                        |  |  | Vicente Bertrán de Lis, ii marqués de Bondad Real (1868-1956)              | Vicente Bertrán de Lis, ii marqués de Bondad Real (1868-1956)              | Vicente Bertrán de Lis, ii marqués de Bondad Real (1868-1956)              | Vicente Bertrán de Lis, ii marqués de Bondad Real (1868-1956)              | Vicente Bertrán de Lis, ii marqués de Bondad Real (1868-1956)              | Vicente Bertrán de Lis, ii marqués de Bondad Real (1868-1956)              |  |  | Enriqueta de Borbón, iv duquesa de Sevilla (1885-1967)               | Enriqueta de Borbón, iv duquesa de Sevilla (1885-1967)               | Enriqueta de Borbón, iv duquesa de Sevilla (1885-1967)               | Enriqueta de Borbón, iv duquesa de Sevilla (1885-1967)               | Enriqueta de Borbón, iv duquesa de Sevilla (1885-1967)               | Enriqueta de Borbón, iv duquesa de Sevilla (1885-1967)               |  |  |                                                                |                                                                |                                                                |                                                                |                                                                |                                                                |  |  |  |  |  |  |  |  |  |  |  |  |  |  |  |  |  |  |  |  |  |  |
|  |  |  |  | María Antonia de Braganza, princesa de Hohenzollern-Sigmaringen (1845-1913) | María Antonia de Braganza, princesa de Hohenzollern-Sigmaringen (1845-1913) | María Antonia de Braganza, princesa de Hohenzollern-Sigmaringen (1845-1913) | María Antonia de Braganza, princesa de Hohenzollern-Sigmaringen (1845-1913) | María Antonia de Braganza, princesa de Hohenzollern-Sigmaringen (1845-1913) | María Antonia de Braganza, princesa de Hohenzollern-Sigmaringen (1845-1913) |  |  |  |  |                                    |                                    |                                    |                                    |                                    |                                    | Alfonso XIII de España (1886-1941)                                 | Alfonso XIII de España (1886-1941)                                 | Alfonso XIII de España (1886-1941)                                 | Alfonso XIII de España (1886-1941)                                 | Alfonso XIII de España (1886-1941)                                 | Alfonso XIII de España (1886-1941)                                 |                                                        |                                                        |                                                        |                                                        |                                                        |                                                        |  |  | Vicente Bertrán de Lis, ii marqués de Bondad Real (1868-1956)              | Vicente Bertrán de Lis, ii marqués de Bondad Real (1868-1956)              | Vicente Bertrán de Lis, ii marqués de Bondad Real (1868-1956)              | Vicente Bertrán de Lis, ii marqués de Bondad Real (1868-1956)              | Vicente Bertrán de Lis, ii marqués de Bondad Real (1868-1956)              | Vicente Bertrán de Lis, ii marqués de Bondad Real (1868-1956)              |  |  | Enriqueta de Borbón, iv duquesa de Sevilla (1885-1967)               | Enriqueta de Borbón, iv duquesa de Sevilla (1885-1967)               | Enriqueta de Borbón, iv duquesa de Sevilla (1885-1967)               | Enriqueta de Borbón, iv duquesa de Sevilla (1885-1967)               | Enriqueta de Borbón, iv duquesa de Sevilla (1885-1967)               | Enriqueta de Borbón, iv duquesa de Sevilla (1885-1967)               |  |  |                                                                |                                                                |                                                                |                                                                |                                                                |                                                                |  |  |  |  |  |  |  |  |  |  |  |  |  |  |  |  |  |  |  |  |  |  |
|  |  |  |  | Fernando I de Rumania (1865-1927)                                           | Fernando I de Rumania (1865-1927)                                           | Fernando I de Rumania (1865-1927)                                           | Fernando I de Rumania (1865-1927)                                           | Fernando I de Rumania (1865-1927)                                           | Fernando I de Rumania (1865-1927)                                           |  |  |  |  |                                    |                                    |                                    |                                    |                                    |                                    | Jaime de Borbón, infante de España, i duque de Segovia (1908-1975) | Jaime de Borbón, infante de España, i duque de Segovia (1908-1975) | Jaime de Borbón, infante de España, i duque de Segovia (1908-1975) | Jaime de Borbón, infante de España, i duque de Segovia (1908-1975) | Jaime de Borbón, infante de España, i duque de Segovia (1908-1975) | Jaime de Borbón, infante de España, i duque de Segovia (1908-1975) |                                                        |                                                        |                                                        |                                                        |                                                        |                                                        |  |  | Patricia Bertrán de Lis, marquesa de Marañón (1911-2006)                   | Patricia Bertrán de Lis, marquesa de Marañón (1911-2006)                   | Patricia Bertrán de Lis, marquesa de Marañón (1911-2006)                   | Patricia Bertrán de Lis, marquesa de Marañón (1911-2006)                   | Patricia Bertrán de Lis, marquesa de Marañón (1911-2006)                   | Patricia Bertrán de Lis, marquesa de Marañón (1911-2006)                   |  |  | Francisco de Paula de Borbón y Borbón (1912-1995)                    | Francisco de Paula de Borbón y Borbón (1912-1995)                    | Francisco de Paula de Borbón y Borbón (1912-1995)                    | Francisco de Paula de Borbón y Borbón (1912-1995)                    | Francisco de Paula de Borbón y Borbón (1912-1995)                    | Francisco de Paula de Borbón y Borbón (1912-1995)                    |  |  |                                                                |                                                                |                                                                |                                                                |                                                                |                                                                |  |  |  |  |  |  |  |  |  |  |  |  |  |  |  |  |  |  |  |  |  |  |
|  |  |  |  | Fernando I de Rumania (1865-1927)                                           | Fernando I de Rumania (1865-1927)                                           | Fernando I de Rumania (1865-1927)                                           | Fernando I de Rumania (1865-1927)                                           | Fernando I de Rumania (1865-1927)                                           | Fernando I de Rumania (1865-1927)                                           |  |  |  |  |                                    |                                    |                                    |                                    |                                    |                                    | Jaime de Borbón, infante de España, i duque de Segovia (1908-1975) | Jaime de Borbón, infante de España, i duque de Segovia (1908-1975) | Jaime de Borbón, infante de España, i duque de Segovia (1908-1975) | Jaime de Borbón, infante de España, i duque de Segovia (1908-1975) | Jaime de Borbón, infante de España, i duque de Segovia (1908-1975) | Jaime de Borbón, infante de España, i duque de Segovia (1908-1975) |                                                        |                                                        |                                                        |                                                        |                                                        |                                                        |  |  | Patricia Bertrán de Lis, marquesa de Marañón (1911-2006)                   | Patricia Bertrán de Lis, marquesa de Marañón (1911-2006)                   | Patricia Bertrán de Lis, marquesa de Marañón (1911-2006)                   | Patricia Bertrán de Lis, marquesa de Marañón (1911-2006)                   | Patricia Bertrán de Lis, marquesa de Marañón (1911-2006)                   | Patricia Bertrán de Lis, marquesa de Marañón (1911-2006)                   |  |  | Francisco de Paula de Borbón y Borbón (1912-1995)                    | Francisco de Paula de Borbón y Borbón (1912-1995)                    | Francisco de Paula de Borbón y Borbón (1912-1995)                    | Francisco de Paula de Borbón y Borbón (1912-1995)                    | Francisco de Paula de Borbón y Borbón (1912-1995)                    | Francisco de Paula de Borbón y Borbón (1912-1995)                    |  |  |                                                                |                                                                |                                                                |                                                                |                                                                |                                                                |  |  |  |  |  |  |  |  |  |  |  |  |  |  |  |  |  |  |  |  |  |  |
|  |  |  |  | Nicolás de Rumania (1903-1978)                                              | Nicolás de Rumania (1903-1978)                                              | Nicolás de Rumania (1903-1978)                                              | Nicolás de Rumania (1903-1978)                                              | Nicolás de Rumania (1903-1978)                                              | Nicolás de Rumania (1903-1978)                                              |  |  |  |  |                                    |                                    |                                    |                                    |                                    |                                    | Alfonso de Borbón, i duque de Cádiz, duque de Anjou (1936-1989)    | Alfonso de Borbón, i duque de Cádiz, duque de Anjou (1936-1989)    | Alfonso de Borbón, i duque de Cádiz, duque de Anjou (1936-1989)    | Alfonso de Borbón, i duque de Cádiz, duque de Anjou (1936-1989)    | Alfonso de Borbón, i duque de Cádiz, duque de Anjou (1936-1989)    | Alfonso de Borbón, i duque de Cádiz, duque de Anjou (1936-1989)    |                                                        |                                                        |                                                        |                                                        |                                                        |                                                        |  |  |                                                                            |                                                                            |                                                                            |                                                                            |                                                                            |                                                                            |  |  | Alfonso de Borbón y Escasany (n. 1945)                               | Alfonso de Borbón y Escasany (n. 1945)                               | Alfonso de Borbón y Escasany (n. 1945)                               | Alfonso de Borbón y Escasany (n. 1945)                               | Alfonso de Borbón y Escasany (n. 1945)                               | Alfonso de Borbón y Escasany (n. 1945)                               |  |  |                                                                |                                                                |                                                                |                                                                |                                                                |                                                                |  |  |  |  |  |  |  |  |  |  |  |  |  |  |  |  |  |  |  |  |  |  |
|  |  |  |  | Nicolás de Rumania (1903-1978)                                              | Nicolás de Rumania (1903-1978)                                              | Nicolás de Rumania (1903-1978)                                              | Nicolás de Rumania (1903-1978)                                              | Nicolás de Rumania (1903-1978)                                              | Nicolás de Rumania (1903-1978)                                              |  |  |  |  |                                    |                                    |                                    |                                    |                                    |                                    | Alfonso de Borbón, i duque de Cádiz, duque de Anjou (1936-1989)    | Alfonso de Borbón, i duque de Cádiz, duque de Anjou (1936-1989)    | Alfonso de Borbón, i duque de Cádiz, duque de Anjou (1936-1989)    | Alfonso de Borbón, i duque de Cádiz, duque de Anjou (1936-1989)    | Alfonso de Borbón, i duque de Cádiz, duque de Anjou (1936-1989)    | Alfonso de Borbón, i duque de Cádiz, duque de Anjou (1936-1989)    |                                                        |                                                        |                                                        |                                                        |                                                        |                                                        |  |  |                                                                            |                                                                            |                                                                            |                                                                            |                                                                            |                                                                            |  |  | Alfonso de Borbón y Escasany (n. 1945)                               | Alfonso de Borbón y Escasany (n. 1945)                               | Alfonso de Borbón y Escasany (n. 1945)                               | Alfonso de Borbón y Escasany (n. 1945)                               | Alfonso de Borbón y Escasany (n. 1945)                               | Alfonso de Borbón y Escasany (n. 1945)                               |  |  |                                                                |                                                                |                                                                |                                                                |                                                                |                                                                |  |  |  |  |  |  |  |  |  |  |  |  |  |  |  |  |  |  |  |  |  |  |
|  |  |  |  |                                                                             |                                                                             |                                                                             |                                                                             |                                                                             |                                                                             |  |  |  |  |                                    |                                    |                                    |                                    |                                    |                                    | Luis Alfonso de Borbón, duque de Anjou (n. 1974)                   |                                                                    |                                                                    |                                                                    |                                                                    |                                                                    |                                                        |                                                        |                                                        |                                                        |                                                        |                                                        |  |  |                                                                            |                                                                            |                                                                            |                                                                            |                                                                            |                                                                            |  |  |                                                                      |                                                                      |                                                                      |                                                                      |                                                                      |                                                                      |  |  |                                                                |                                                                |                                                                |                                                                |                                                                |                                                                |  |  |  |  |  |  |  |  |  |  |  |  |  |  |  |  |  |  |  |  |  |  |